# Molophilus (Molophilus) annulipes
Molophilus (Molophilus) annulipes is een tweevleugelige uit de familie steltmuggen (Limoniidae). De soort komt voor in het Australaziatisch gebied.